# Nisio Isin
Nishio Ishin (西尾 維新, Nishio Ishin, nascido em 1981, Japão), romanizado como Nisio Isin e estilizado como NisiOisiN para enfatizar que seu nome trata-se de um palíndromo, é o pseudônimo de um mangaka escritor, roteirista e novelista japonês. Seu tipo sanguíneo é B. Ele frequentou e abandonou a Universidade Ritsumeikan sem se graduar, onde cursava Ciências Políticas. Em 2002 ele debutou com a novel Kubikiri Cycle (クビキリサイクル, Kubikiri Saikuru), a qual o ganhou o 23.º Prêmio Mephisto aos vinte anos de idade. Ele publicou vários trabalhos na revista Faust da Kodansha, uma revista literária contendo o trabalho de outros jovens autores que similarmente se influenciam por light novels e pela cultura otaku, a revista Mephisto e Pandora, a revista da Kodansha Box. Ele também publicou uma série de doze volumes durante doze meses para a linha da Kodansha Box; Ryuusui Seiryouin estava competindo nesse feito e o site da Kodansha Box afirmou que essa é a primeira vez no mundo onde dois autores fizeram doze volumes de novels mensalmente simultaneamente para a mesma publicadora, estabelecendo assim um novo recorde.
Suas novels Monogatari Series e Katanagatari Series foram ambas adaptadas a anime juntamente com sua série de mangá Medaka Box. Sua série de mistério investigativo Boukyaku Tantei Series fora adaptada em um dorama de dez episódios de 10 de outubro a 12 de dezembro de 2015. Monogatari Series também teve uma adaptação para um filme homônimo da novel Kizumonogatari, que foi composta como uma trilogia, sendo a primeira lançada em 8 de janeiro de 2016, a segunda parte em 19 de agosto de 2016 e a última parte em 6 de janeiro de 2017. Em maio de 2016 fora anunciado o lançamento do anime da sua série Zaregoto Series em 8 episódios em OVA cobrindo o primeiro volume da série, de 26 de outubro de 2016 a 24 de maio de 2017 pelos estúdios Shaft. Em março de 2017, a Jump J Books anunciou que a novel Juuni Taisen, prequela de um one-shot que faz parte da coletânea Oogiri de Nishio Ishin com vários outros mangakas famosos da Jump, o qual era ilustrado por Nakamura Hikaru (Que também ilustra a novel) receberia uma adaptação a anime pelo estúdio Graphinica.

## Sumário
Nishio Ishin originalmente planejava tornar-se um mangaka devido o seu gosto por mangás, mas infelizmente, sua arte não era suficientemente boa e não vinha conseguindo obter nenhuma melhora. No entanto, ele decidiu que ainda assim queria ser publicado, passando então a almejar a se tornar um novelista. Em seu período de criação de conteúdo, com sua alta velocidade de escrita, ele escreveu três manuscritos para o Prêmio Mephisto de uma só vez, enviando sete manuscritos semanalmente até finalmente ganhar o prêmio. Em 2002 debutou como um escritor ao ganhar o 23.º Prêmio Mephisto com seu título "Kubikiri Cycle Aoiro Savant to Zaregoto Dzukai". Nesta época, ele estava com vinte anos de idade, como mostrado no catch copy da obra, onde viam-se os seguintes dizeres "Nishio Ishin, de Kyoto, 20 anos". O protagonista da obra e sua narração em primeira pessoa deram então origem a Zaregoto Series, que ficou em primeiro lugar no ranking "Kono Light Novel ga Sugoi!" de 2006.
Entre 2005 e 2006, publicou Bakemonogatari e consequentemente a continuação em série chamada Monogatari Series. A série foi adaptada para anime, video-game e várias outras formas de mídia, tornando-se assim uma franquia.
Em agosto de 2006, publicou "Houkago Shichi Jikanme" na Comic Faust, juntamente com sua adaptação em novel de xxxHOLiC, intitulada xxxHOLiC: AnotherHOLiC. Desde então ele começou a criar roteiros originais para mangás, e em 2009, debutou com o título Medaka Box na Weekly Shounen Jump, em parceria com Akatsuki Akira.
Em 2009, atingiu o top 10 de novelistas em formato BOOK mais vendidos do ano pelo ranking Oricon, encontrando-se em oitavo lugar e vendendo uma soma total de 664.117 cópias. Em 2012, conquistou o primeiro lugar do ranking com uma soma total de 1.408.319 cópias e em 2014, tornou a encontrar-se novamente no primeiro lugar do ranking com 997.211 cópias ao todo.

## Estilo
Desde o seu debut, Nishio Ishin se carateriza devido aos seus diálogos que misturam de jogos de palavras e linguagem áspera que tem grande posição em seus trabalhos. Em relação ao peculiar estilo de comédia Boke e Tsukkomi, ao ser perguntado em um diálogo com Ryuusui Seiryouin se isso tinha relação com o fato de ele ser um nativo de Kansai, ele o respondeu que "Eu acho que é certamente por eu ser uma pessoa de Kansai". Ele mesmo carrega o ideal de que "Os personagens são as falas", expressando-se em função de que as falas e os diálogos dos personagens carregam mais importância que a descrição das suas aparências. Em adição, muitas mulheres aparecem em seus trabalhos pois segundo ele, "É mais fácil de mostrar suas personalidades" na obra e que, "Porque mulheres são muito mais ornamentadas como personagens do que homens (Como moda e etc.)".
A principais característica do seu trabalho é dita como "Personagens insanos e senso comum se misturam em situações fictícias impossíveis e mistério, um senso literário que é conhecido como o chamado termo Shindenki, principalmente construído ao redor do mistério" e "Usa-se livremente de referências de animes, mangás e etc para fazer pequenas piadas" e etc.
Pessoalmente, sua maior influência vem de coisas como mangás da Shounen Jump e de mangás shoujo em massa. Dentro dos mangás, ele é um apaixonado fã de Jojo no Kimyou na Bouken; em um diálogo realizado com Araki Hirohiko, autor do mangá, ele comentou que este é um mangá que gostaria que toda a humanidade lesse. Em meio às suas referências, referências a Jojo são particularmente comuns e em um projeto de novelização da série chamado "VS JOJO", juntamente com Kadono Kouhei e Maijou Outarou, ele escreveu uma das novels que foram publicadas, chamada "Jojo's Bizarre Adventure Over Heaven".
Em relação a novels, ele declarou que recebeu grande influência de Kasai Kiyoshi, Mori Hiroshi, Kyougoku Natsuhiko, Seiryouin Ryuusui e Kadono Kouhei e que para ele, estes cinco são "Existências quase como divinas". Ele também comentou que ler toda a obra de Ayatsuji Yukito, e quando debutou, também o contato com novels de detetives, light novels, juvenile e game books foram de grande influência em sua escrita.
Ele é bastante considerado como o autor que ligou as convenções de novels de mistério e as light novels de foco nos personagens.
Ele também é conhecido por criar personagens com características incomuns e chamativas, como nomes extremamente estranhos que são jogos de palavras, como Nanananami Nanami, Shikigishi Kishiki, Kiss-shot Acerola-orion Heart-under-blade, Backyard Bottomslash, Quarter Queen, Sagano Usagi, Byōinzaka Kuroneko (que se traduz ao pé da letra como "Gato preto do hospital do monte") e Shikizaki Kiki.

## Novels

### Zaregoto Series
Para mais informação, ver Zaregoto Series.
Zaregoto SeriesZaregoto Shiriizu (戯言シリーズ) é uma série de novels escrita por Nishio Ishin e ilustrado por Take. A série foi publicada entre fevereiro de 2002 e novembro de 2005. Foi seguida por uma série spin-off chamada Ningen Series estrelando o clã Zerozaki e depois, por Saikyou Series, protagonizado por Aikawa Jun, a maior contratante particular do mundo. Todos os livros foram publicados no Japão pela Kodansha Novels. Foi finalizada com nove volumes em novembro de 2005, e desde então foi lançada em uma versão bunkobon.
| # | Data de Publicação     | Nome                                                                                                 | ISBN                                              |
| - | ---------------------- | --- | ------------------------------------------------- |
| 1 | 5 de fevereiro de 2002 | Kubikiri Cycle: Aoiro Savant to Zaregoto Dzukai (クビキリサイクル 青色サヴァンと戯言遣い)            | ISBN 4-06-182233-0 ISBN 978-4-06-275430-9 (Bunko) |
| 2 | 8 de maio de 2002      | Kubishime Romanticist: Ningen Shikkaku, Zerozaki Hitoshiki (クビシメロマンチスト―人間失格・零崎人識) | ISBN 4-06-182250-0 ISBN 978-4-06-276077-5 (Bunko) |
| 3 | 5 de agosto de 2002    | Kubitsuri High School: Zaregoto Dzukai no Deshi (クビツリハイスクール―戯言遣いの弟子)                | ISBN 4-06-182267-5 ISBN 978-4-06-276133-8 (Bunko) |
| 4 | 5 de novembro de 2002  | Psycho Logical (Jō) Utsurigi Gaisuke no Zaregoto Koroshi (サイコロジカル〈上〉兎吊木垓輔の戯言殺し)  | ISBN 4-06-182283-7 ISBN 978-4-06-276179-6 (Bunko) |
| 5 | 5 de novembro de 2002  | Psycho Logical (Ge) Hikaremono no Kōta (サイコロジカル〈下〉曳かれ者の小唄)                          | ISBN 4-06-182284-5 ISBN 978-4-06-276212-0 (Bunko) |
| 6 | 5 de julho de 2003     | Hitokui Magical Satsuriku Kijutsu no Niōnomiya Kyōdai (ヒトクイマジカル-殺戮奇術の匂宮兄妹)          | ISBN 4-06-182393-0 ISBN 978-4-06-276226-7 (Bunko) |
| 7 | 8 de fevereiro de 2005 | Nekosogi Radical (Jō) Jūsan Kaidan (ネコソギラジカル〈上〉十三階段)                                  | ISBN 4-06-182323-X ISBN 978-4-06-276283-0 (Bunko) |
| 8 | 7 de junho de 2005     | Nekosogi Radical (Chū) Akaki Seisai vs. Tōnaru Shu (ネコソギラジカル〈中〉赤き征裁vs.橙なる種)       | ISBN 4-06-182399-X ISBN 978-4-06-276337-0 (Bunko) |
| 9 | 8 de novembro de 2005  | Nekosogi Radical (Ge) Aoiro Savant to Zaregoto Dzukai (ネコソギラジカル〈下〉青色サヴァンと戯言遣い) | ISBN 4-06-182400-7 ISBN 978-4-06-276389-9 (Bunko) |

### Ningen Series
Conectada com Zaregoto Series, também é conhecida como "Zerozaki Ichizoku Series". As ilustrações também foram providenciadas por Take. Essa série também foi publicada pela Kodansha Novels.
| Data de Publicação | Título                                                                                                   | ISBN                   |
| ------------------ | --- | ---------------------- |
| February 6, 2004   | Zerozaki Sōshiki no Ningen Shiken (零崎双識の人間試験)                                                   | ISBN 4-06-182359-0     |
| November 7, 2006   | Zerozaki Kishishiki no Ningen Knock (零崎軋識の人間ノック)                                               | ISBN 4-06-182509-7     |
| March 6, 2008      | Zerozaki Magashiki no Ningen Ningen (零崎曲識の人間人間)                                                 | ISBN 978-4-06-182582-6 |
| March 25, 2010     | Zerozaki Hitoshiki no Ningen Kankei: Niōnomiya Izumu to no Kankei (零崎人識の人間関係 匂宮出夢との関係)  | ISBN 978-4-06-182582-6 |
| March 25, 2010     | Zerozaki Hitoshiki no Ningen Kankei: Mutō Iori to no Kankei (零崎人識の人間関係 無桐伊織との関係)        | ISBN 978-4-06-182680-9 |
| March 25, 2010     | Zerozaki Hitoshiki no Ningen Kankei: Zerozaki Sōshiki to no Kankei (零崎人識の人間関係 零崎双識との関係) | ISBN 978-4-06-182681-6 |
| March 25, 2010     | Zerozaki Hitoshiki no Ningen Kankei: Zaregoto Dzukai to no Kankei (零崎人識の人間関係 戯言遣いとの関係)  | ISBN 978-4-06-182682-3 |

### Mahou Shoujo Risuka
Seriada na revista Faust com ilustrações de Nishimura Kinu, da Capcom.
Ver artigo principal: Shin Honkaku Mahou Shoujo Risuka
| # | Primeira Publicação | Nome                                                       | ISBN                   |
| - | ------------------- | ---------------------------------------------------------- | ---------------------- |
| 1 | 17 de julho de 2004 | Shin Honkaku Mahou Shoujo Risuka (新本格魔法少女りすか)    | ISBN 978-4-06-182381-5 |
| 2 | 6 de março de 2005  | Shin Honkaku Mahou Shoujo Risuka 2 (新本格魔法少女りすか2) | ISBN 978-4-06-182432-4 |
| 3 | 22 de março de 2007 | Shin Honkaku Mahou Shoujo Risuka 3 (新本格魔法少女りすか3) | ISBN 978-4-06-182521-5 |

### JDC Tribute Series
O Japan Detectives Club foi criado por Ryuusui Seiryouin, e Nishio Ishin e vários outros autores escreveram novels usando esse modelo em tributo às novels do autor.   
Ver artigo principal: JDC Tribute Series
| # | Primeira Publicação   | Nome                                                                                | Ilustração                           | ISBN                   |
| - | --------------------- | ----------------------------------------------------------------------------------- | ------------------------------------ | ---------------------- |
| 1 | 5 de março de 2003    | Double Down Kanguro (ダブルダウン勘繰郎)                                            | Jyooji Asakura                       | ISBN 4-06-182305-1     |
| 2 | 6 de agosto de 2007   | Triple Play Sukeakuro (トリプルプレイ助悪郎)                                        | Tankoubon: Nogaruwako Sirius: Uguisu | ISBN 978-4-06-182538-3 |
| 3 | 15 de janeiro de 2010 | Double Down Kanguro/Triple Play Sukeakuro (ダブルダウン勘繰郎/トリプルプレイ助悪郎) |                                      | ISBN 978-4-06-276491-9 |

### Monogatari Series
A série foi inicialmente criada por Nishio Ishin para a revista Mephisto como uma série de histórias curtas. Enquanto sua série anterior, Zaregoto Series contava com um grande elenco de personagens a cada nova novel, cada história de Bakemonogatari tende a introduzir apenas um novo personagem. As anteriormente publicadas histórias curtas, e algumas novas, foram eventualmente coletadas em dois volumes como parte da Kodansha Box, sendo lançados em 1 de novembro de 2006 e 1 de dezembro de 2006 e ilustradas por VOFAN. O primeiro volume contém três histórias intituladas Hitagi Crab (ひたぎクラブ), Mayoi Maimai (まよいマイマイ) e Suruga Monkey (するがモンキー); o segundo volume trazia duas novas histórias intituladas Nadeko Snake (なでこスネイク) e Tsubasa Cat (つばさキャット). Uma série de spin-off de três capítulos em mangá chamada "Kimi to Nadekko" foi publicada de forma separada, seu primeiro capítulo foi publicado em um extra do anime da série, o segundo em uma edição da revista ARIA e o último como um extra do anime da série.
Ver artigo principal: Monogatari Series
| #  | Primeira Publicação    | Nome                                 | IBNS                   |
| 1  | 1 de novembro de 2006  | Bakemonogatari (Jou) (化物語 (上))   | ISBN 978-4-06-283602-9 |
| 2  | 1 de dezembro de 2006  | Bakemonogatari (Ge) (化物語 (下))    | ISBN 978-4-06-283607-4 |
| 3  | 7 de maio de 2008      | Kizumonogatari (傷物語)              | ISBN 978-4-06-283663-0 |
| 4  | 3 de setembro de 2008  | Nisemonogatari (Jou) (偽物語 (上))   | ISBN 978-4-06-283679-1 |
| 5  | 10 de junho de 2009    | Nisemonogatari (Ge) (偽物語 (下))    | ISBN 978-4-06-283702-6 |
| 6  | 20 de julho de 2010    | Nekomonogatari (Kuro) (猫物語 (黒))  | ISBN 978-4-06-283748-4 |
| 7  | 29 de outubro de 2010  | Nekomonogatari (Shiro) (猫物語 (白)) | ISBN 978-4-06-283758-3 |
| 8  | 24 de dezembro de 2010 | Kabukimonogatari (傾物語)            | ISBN 978-4-06-283767-5 |
| 9  | 31 de março de 2011    | Hanamonogatari (花物語)              | ISBN 978-4-06-283771-2 |
| 10 | 30 de junho de 2011    | Otorimonogatari (囮物語)             | ISBN 978-4-06-283776-7 |
| 11 | 28 de setembro de 2011 | Onimonogatari (鬼物語)               | ISBN 978-4-06-283781-1 |
| 12 | 22 de dezembro de 2011 | Koimonogatari (恋物語)               | ISBN 978-4-06-283792-7 |
| 13 | 28 de setembro de 2012 | Tsukimonogatari (憑物語)             | ISBN 978-4-06-283812-2 |
| 14 | 20 de maio de 2013     | Koyomimonogatari (暦物語)            | ISBN 978-4-06-283837-5 |
| 15 | 23 de outubro de 2013  | Owarimonogatari (Jou) (終物語（上）) | ISBN 978-4-06-283857-3 |
| 16 | 29 de janeiro de 2014  | Owarimonogatari (Chuu) (終物語（中)) | ISBN 978-4-06-283861-0 |
| 17 | 1 de abril de 2014     | Owarimonogatari (Ge) (終物語（下）)  | ISBN 978-4-06-283868-9 |
| 18 | 17 de setembro de 2014 | Zoku Owarimonogatari (続・終物語)    | ISBN 978-4-06-283878-8 |
| 19 | 5 de outubro de 2015   | Orokamonogatari (愚物語)             | ISBN 978-4-06-283889-4 |
| 20 | 15 de janeiro de 2016  | Wazamonogatari (業物語)              | ISBN 978-4-06-283892-4 |
| 21 | 27 de julho de 2016    | Nademonogatari (撫物語)              | ISBN 978-4-06-283898-6 |
| 22 | 12 de janeiro de 2017  | Musubimonogatari (結物語)            | ISBN 978-4-06-283900-6 |
| 23 | 19 de julho de 2017    | Shinobumonogatari (忍物語)           | ISBN 978-4-06-283902-0 |
| 24 | 14 de junho de 2018    | Yoimonogatari (宵物語)               | ISBN 978-4-06-511992-1 |
| 25 | 17 de abril de 2019    | Amarimonogatari (余物語)             | ISBN 978-4-06-515225-6 |
| 26 | 28 de outubro de 2020  | Ōgimonogatari (扇物語)               | ISBN 978-4-06-521158-8 |
| 27 | 19 de agosto de 2021   | Shinomonogatari (Jou) (死物語（上）) | ISBN 978-4-06-524454-8 |
| 28 | 19 de agosto de 2021   | Shinomonogatari (Ge) (死物語（下）)  | ISBN 978-4-06-524455-5 |
| 29 | 17 de maio de 2023     | (Ikusamonogatari (戦物語)            | ISBN 978-4-06-531262-9 |

- Kimi to Nadekko! (Arte de Tooyama Ema)
- Capítulo 1 - Anime <Monogatari> Series Heroin Hon Sono Shi Sengoku Nadekko (アニメ〈物語〉シリーズヒロイン本 其ノ肆 千石撫子)（30 de janeiro de 2014、ISBN 978-4-06-218794-7）
- Capítulo 2 - ARIA - Edição de agosto de 2014
- Capítulo 3 - Anime Koimonogatari (Ge) DVD・BD Tokuten Shousasshi (アニメ『恋物語（下）DVD・BD特典小冊子)

### Katanagatari Series
Essa novel épica de samurais contendo 12 volumes ilustrados por Take foi lançada na frequência de um volume por mês em 2007. Uma novel spin-off foi lançada alguns meses depois, intitulada Maniwagatari.
Ver artigo principal: Katanagatari
| #  | Primeira Publicação    | Nome                                                             | ISBN                   |
| -- | ---------------------- | ---------------------------------------------------------------- | ---------------------- |
| 1  | 9 de janeiro de 2007   | Katanagatari Daiichi Wa Zettou・Kan'na (刀語 第一話 絶刀・鉋)    | ISBN 978-4-06-283611-1 |
| 2  | 3 de fevereiro de 2007 | Katanagatari Daini Wa Zentou・Namakura (刀語 第二話 斬刀・鈍)    | ISBN 978-4-06-283604-3 |
| 3  | 1 março de 2007        | Katanagatari Daisan Wa Sentou・Tsurugi (刀語 第三話 千刀・鎩)    | ISBN 978-4-06-283619-7 |
| 4  | 2 de abril de 2007     | Katanagatari Daiyon Hakutou・Hari (刀語 第四話 薄刀・針)         | ISBN 978-4-06-283623-4 |
| 5  | 8 de maio de 2007      | Katanagatari Daigo Zokutou・Yoroi (刀語 第五話 賊刀・鎧)         | ISBN 978-4-06-283628-9 |
| 6  | 5 de junho de 2007     | Katanagatari Dairoku Soutou・Kanadzuki (刀語 第六話 双刀・鎚)    | ISBN 978-4-06-283631-9 |
| 7  | 2 de julho de 2007     | Katanagatari Dainana Akutou・Bita (刀語 第七話 悪刀・鐚)         | ISBN 978-4-06-283634-0 |
| 8  | 1 de agosto de 2007    | Katanagatari Daihachi Bitou・Kanzashi (刀語 第八話 微刀・釵)     | ISBN 978-4-06-283636-4 |
| 9  | 3 de setembro de 2007  | Katanagatari Daiku Outou・Nokogiri (刀語 第九話 王刀・鋸)        | ISBN 978-4-06-283639-5 |
| 10 | 1 de outubro de 2007   | Katanagatari Daijyuu Seitou・Hakari (刀語 第十話 誠刀・銓)       | ISBN 978-4-06-283643-2 |
| 11 | 2 de novembro de 2007  | Katanagatari Daijyuuichi Dokutou・Mekki (刀語 第十一話 毒刀・鍍) | ISBN 978-4-06-283648-7 |
| 12 | 4 de dezembro de 2007  | Katanagatari Daijyuuni Entou・Jyuu (刀語 第十二話 炎刀・銃)      | ISBN 978-4-06-283652-4 |

### Densetsu Series
A série sobre o herói que salva a terra contra monstros é publicada pela Kodansha Novels. No seu catch-copy diz "A mais longa ótima história de Nishio Ishin". Cada volume tem aproximadamente 500 páginas. Foi adaptado para mangá por Mitsutani Osamu.
Ver artigo principal: Densetsu Series
| Primeira Publicação     | Título              | ISBN                   |
| ----------------------- | ------------------- | ---------------------- |
| 25 de abril de 2012     | Himei Den (悲鳴伝)  | ISBN 978-4-06-182829-2 |
| 28 de fevereiro de 2013 | Hitsū Den (悲痛伝)  | ISBN 978-4-06-182855-1 |
| 26 de junho de 2013     | Hisan Den (悲惨伝)  | ISBN 978-4-06-182879-7 |
| 26 de novembro de 2013  | Hihō Den (悲報伝)   | ISBN 978-4-06-182888-9 |
| 2 de julho de 2014      | Higō Den (悲業伝)   | ISBN 978-4-06-299017-2 |
| 26 de fevereiro de 2015 | Hiroku Den (悲録伝) | ISBN 978-4-06-299044-8 |
| 26 de novembro de 2015  | Hibou Den (悲亡伝)  | ISBN 978-4-06-299061-5 |
| 28 de dezembro de 2016  | Hiei Den (悲衛伝)   | ISBN 978-4-06-299089-9 |
| 26 de fevereiro de 2018 | Hikyuu Den (悲球伝) | ISBN 978-4-06-299113-1 |
| 26 de março de 2018     | Hijuu Den (悲終伝)  | ISBN 978-4-06-299119-3 |

### Saikyou Series
Série spin-off situada no mesmo mundo de Zaregoto Series, focando-se na história de amor de Aikawa Jun, a maior contrante do mundo, uma das personagens que aparecem na line-up original de Zaregoto Series. Ilustrada por Take e publicada pela Kodansha Novels.
Ver artigo principal: Saikyou Series
| # | Primeira Publicação | Título                                          | ISBN                   | Títulos Compilados |
| - | ------------------- | ----------------------------------------------- | ---------------------- | --- |
| 1 | 23 de abril 2015    | Jinrui Saikyou no Hatsukoi (人類最強の初恋)     | ISBN 978-4-06-299040-0 | Jinrui Saikyou no Hatsukoi (人類最強の初恋) Jinrui Saikyou no Shitsuren (人類最強の失恋) |
| 2 | 7 de março de 2016  | Jinrui Saikyou no Jun'ai (人類最強の純愛)       | ISBN 978-4-06-299074-5 | Jinrui Saikyou no Netsuai (人類最強の熱愛) Jinrui Saikyou no Kyuuai (人類最強の求愛) Jinrui Saikyou no Jun'ai (人類最強の純愛) Jinrui Saikyou no Kyuuai (人類最強の求愛) Aikawa Jun no Shippai Miss/ion1. 4321 Mai no Rakugaki (哀川潤の失敗 Miss/ion1. 4321枚の落書き) Aikawa Jun no Shippai Miss/ion2. Nakamaware Doukoukai (哀川潤の失敗 Miss/ion2. 仲間割れ同好会) |
| 3 | 20 de abril de 2017 | Jinrui Saikyou no Tokimeki (人類最強のときめき) | ISBN 978-4-06-299093-6 | |

### Boukyaku Tantei Series
A série da detetive sem memórias é ilustrada por VOFAN e publicada pela Kodansha BOX. Foi adaptada em um dorama de 10 episódios e em um mangá ilustrado por Asami You.
Ver artigo principal: Boukyaku Tantei Series
| #  | Primeira Publicação    | Título                                                 | ISBN                   |
| -- | ---------------------- | ------------------------------------------------------ | ---------------------- |
| 1  | 14 de outubro de 2014  | Okitegami Kyouko no Bibouroku (掟上今日子の備忘録)     | ISBN 978-4-06-219202-6 |
| 2  | 23 de abril de 2015    | Okitegami Kyouko no Suisenbun (掟上今日子の推薦文)     | ISBN 978-4-06-219450-1 |
| 3  | 19 de agosto de 2015   | Okitegami Kyouko no Chousenjou (掟上今日子の挑戦状)    | ISBN 978-4-06-219712-0 |
| 4  | 6 de outubro de 2015   | Okitegami Kyouko no Yuigonsho (掟上今日子の遺言書)     | ISBN 978-4-06-219784-7 |
| 5  | 17 de dezembro de 2015 | Okitegami Kyouko no Taishokunegai (掟上今日子の退職願) | ISBN 978-4-06-219906-3 |
| 6  | 16 de maio de 2016     | Okitegami Kyouko no Kon'intodoke (掟上今日子の婚姻届)  | ISBN 978-4-06-220071-4 |
| 7  | 24 de agosto de 2016   | Okitegami Kyouko no Kakeibo (掟上今日子の家計簿)       | ISBN 978-4-06-220270-1 |
| 8  | 16 de novembro de 2016 | Okitegami Kyouko no Ryokouki (掟上今日子の旅行記)      | ISBN 978-4-06-220376-0 |
| 9  | 23 de março de 2017    | Okitegami Kyouko no Urabyoushi (掟上今日子の裏表紙)    | ISBN 978-4-06-220576-4 |
| 10 | 17 de janeiro de 2018  | Okitegami Kyouko no Iromihon (掟上今日子の色見本)      | ISBN 978-4-06-220875-8 |
| 11 | 10 de julho de 2018    | Okitegami Kyouko no Jyoushaken (掟上今日子の乗車券)    | ISBN 978-4-06-512173-3 |

### Sekai Series
A versão novel foi ilustrada por TAGRO. Foi publicada pela Kodansha Novels na versão novel e Kodansha BOX na versão hardcover.
Ver artigo principal: Sekai Series
| # | Primeira Publicação   | Nome | ISBN                   |
| - | --------------------- | --- | ---------------------- |
| 1 | 5 de novembro de 2003 | Kimi to Boku no Kowareta Sekai (君と僕の壊れた世界)                                                        | ISBN 978-4-06-182342-6 |
| 2 | 9 de outubro de 2007  | Bukimi de Soboku na Kawareta Sekai (不気味で素朴な囲われた世界)                                            | ISBN 978-4-06-182557-4 |
| 3 | 7 de julho de 2008    | Kimi to Boku ga Kowashita Sekai (きみとぼくが壊した世界)                                                   | ISBN 978-4-06-182600-7 |
| 4 | 4 de dezembro de 2008 | Bukimi de Soboku na Kawareta Kimi to Boku no Kowareta Sekai (不気味で素朴な囲われたきみとぼくの壊れた世界) | ISBN 978-4-06-182626-7 |

### Bishounen Series
A série de "harém inverso" sobre um grupo escolar de "garotos bonitos detetives" é ilustrada por Kinako e publicada pela Kodansha Taiga. Foi adaptada para mangá por Oda Suzuka.
Ver artigo principal: Bishounen Series
| # | Primeira Publicação    | Nome | ISBN                   |
| - | ---------------------- | --- | ---------------------- |
| 1 | 20 de outubro de 2015  | Bishounen Tanteidan Kimi Dake ni Hikari Kagayaku Ankoku Hoshi (美少年探偵団 きみだけに光かがやく暗黒星) | ISBN 978-4-06-294001-6 |
| 2 | 18 de dezembro de 2015 | Petenshi to Kuuki Otoko to Bishounen (ぺてん師と空気男と美少年)                                         | ISBN 978-4-06-294011-5 |
| 3 | 18 de março de 2016    | Yaneura no Bishounen (屋根裏の美少年)                                                                   | ISBN 978-4-06-294023-8 |
| 4 | 23 de setembro de 2016 | Oshie to Tabi suru Bishounen (押絵と旅する美少年)                                                       | ISBN 978-4-06-294047-4 |
| 5 | 20 de outubro de 2016  | Panorama-tou Bidan (パノラマ島美談)                                                                     | ISBN 978-4-06-294049-8 |
| 6 | 22 de março de 2017    | D-Zaka no Bishounen (D坂の美少年)                                                                       | ISBN 978-4-06-294065-8 |
| 7 | 20 de outubro de 2017  | Bishounen Isu (美少年椅子)                                                                              | ISBN 978-4-06-294095-5 |
| 8 | 23 de maio de 2018     | Ryokui no Bishounen (緑衣の美少年)                                                                      | ISBN 978-4-06-294122-8 |

### Outros trabalhos
Nishio Ishin também publicou vários trabalhos de volume único, com alguns deles recebendo adaptações como mangá ou animadas. Todos eles tratam de temas diferentes do usual, ainda que empreguem o estilo de escrita característico de Nishio Ishin, muitos dos leitores questionam a qualidade dessas obras em meio às grandes e bem-sucedidas séries de Nishio Ishin, enquanto outros fans veem tais one-shots como inúmeros dos pontos fortes do estilo do autor. Ningyou ga Ningyou é uma novel que reinvoca o estilo de antigas novels de terror nonsense japonesas; Nanmin Tantei é uma novel de investigação, estilo sempre presente na escrita de Nishio Ishin, porém muito mais destacado nesse título; Shoujo Fujuubun é uma novel de suspense que retrata um aspirante a autor que é sequestrado por uma estudante do fundamental após descobrir seu segredo; Ripogura! é uma novel que destaca o amor de Nishio Ishin por escrita constrangida, tendo como base três histórias curtas reescritas três vezes cada seguindo regras de escrita constangida; Juuni Taisen é uma novel que retrata 12 guerreiros, cada um representando um signo do zodíaco que batalham em função de um desejo garantido ao vencedor.
| Primeira Publicação    | Nome                                        | ISBN                   |
| ---------------------- | ------------------------------------------- | ---------------------- |
| 6 de setembro de 2005  | Ningyou ga Ningyou (ニンギョウがニンギョウ) | ISBN 4-06-182453-8     |
| 10 de dezembro de 2009 | Nanmin Tantei (難民探偵)                    | ISBN 978-4-06-215941-8 |
| 6 de setembro de 2011  | Shoujo Fujuubun (少女不十分)                | ISBN 978-4-06-182800-1 |
| 6 de janeiro de 2014   | Ripogura! (りぽぐら!)                       | ISBN 978-4-06-182897-1 |

### Novelizações
| Primeira Publicação    | Nome                                                                                                   | ISBN                | Editora  |
| ---------------------- | --- | ------------------- | -------- |
| 1 de agosto de 2006    | xxxHolic: Another Holic Landolt-Kan Aerosol (×××HOLiC アナザーホリック ランドルト環エアロゾル)         | ISBN 4-06-213509-4  | Kodansha |
| 16 de dezembro de 2006 | Death Note Another Note: The Los Angeles BB Murder Cases (アナザーノート — ロサンゼルスBB連続殺人事件) | ISBN 4-08-780439-9  | Shueisha |
| 16 de dezembro de 2011 | JoJo's Bizarre Adventure Over Heaven                                                                   | ISBN 978-4087806304 | Shueisha |

## Mangás

### One-shots
| Primeira Publicação  | Nome                                                     | Artista       | Revista/Editora              |
| -------------------- | -------------------------------------------------------- | ------------- | ---------------------------- |
| 24 de junho de 2006  | Houkago, Nanajikan-me. (放課後、七時間目。)              | Kouga Yun     | Kodansha Comic Faust         |
| 4 de janeiro de 2008 | Urooboe Uroboros! (うろおぼえウロボロス!)                | Obata Takeshi | Shueisha Weekly Shounen Jump |
| 6 de agosto de 2014  | Aru Asa Okitara (ある朝起きたら)                         | Kawata Yuuya  | Shueisha Weekly Shounen Jump |
| 6 de agosto de 2014  | Henshin Ganbou! (返信願望!)                              | Miyokawa Shou | Shueisha Weekly Shounen Jump |
| 16 de junho de 2016  | Seimitsukikai to TekitoーNingen (精密機械とてきとー人間) | Takizawa Kei  | Shueisha Weekly Young Jump   |

### Série de One-shots Oogiri
O editor responsável de Nishio Ishin designou 9 temas e ele escreveu names levando os temas em consideração. 9 diferentes mangakas desenharam 9 one-shots baseando-se nos names, que foram publicados em diversas revistas da Shueisha.
| # | Data de publicação     | Nome | Tema               | Artista             | Revista             |
| - | ---------------------- | --- | ------------------ | ------------------- | ------------------- |
| 1 | 1 de novembro de 2014  | Musume Iri Hako (娘入り箱) | Caixa de papelão   | Akatsuki Akira      | Weekly Shounen Jump |
| 2 | 4 de novembro de 2014  | RKD-EK9 | Céu                | Obata Takeshi       | Jump Square         |
| 3 | 4 de novembro de 2014  | 「Nani Made Nara Koroseru?」 (「何までなら殺せる?」)                                                                                           | Animal             | Ikeda Akihisa       | Jump Square         |
| 4 | 4 de dezembro de 2014  | Hunger Strike! (ハンガーストライキ!) | Hunger             | Fukushima Teppei    | Young Jump          |
| 5 | 13 de dezembro de 2014 | Koi Aru Douguya (恋ある道具屋) | Anel               | Yamakawa Aiji       | Bessatsu Margaret   |
| 6 | 15 de dezembro de 2014 | Off-side wo Oshiete (オフサイドを教えて) | Futebol            | Nakayama Atsushi    | Weekly Shounen Jump |
| 7 | 8 de janeiro de 2015   | Doushitemo Kanaetai Tatta Hitotsu no Negai to Warito Sou Demo nai 99 no Negai (どうしても叶えたいたったひとつの願いと割とそうでもない99の願い) | Desejo             | Nakamura Hikaru     | Young Jump          |
| 8 | 19 de janeiro de 2015  | Bokura wa Zatsu ni wa Manabanai (僕らは雑には学ばない)                                                                                         | Doçura             | Kawashita Mizuki    | Weekly Shounen Jump |
| 9 | 4 de fevereiro de 2015 | Tomodachi Inai Doumei (友達いない同盟) | Conversa Dramática | Kindaichi Renjuurou | Jump Square         |

#### Títulos em novel da série de Oogiri
- Juuni Taisen (十二大戦) (Shueisha, 19 de maio de 2015, ISBN 978-4-08-780755-4) - Uma história que se passa um dia antes de Doushitemo Kanaetai Tatta Hitotsu no Negai to Warito Sou Demo nai 99 no Negai (どうしても叶えたいたったひとつの願いと割とそうでもない99の願い) . Também ilustrada por Nakamura Hikaru.
- Juuni Taisen Tai Juuni Taisen (十二大戦対十二大戦) (Shueisha, 12 de dezembro de 2017, ISBN 978-4-08-703440-0) - Segunda novel focada no universo de Juuni Taisen, focada na batalha entre os doze criminosos de guerra das constelações chinesas.

### Medaka Box
Medaka Box é um mangá escrito por Nishio Ishin e ilustrado por Akatsuki Akira, publicado na Shounen Jump, da Shueisha entre maio de 2009 e abril de 2013. Em 4 de setembro de 2013 a Shueisha publicou o último volume de 22 volumes ao todo.

 Ver artigo principal: Medaka Box
| #  | Data de Lançamento     | Nome                                                                    | ISBN                   |
| -- | ---------------------- | ----------------------------------------------------------------------- | ---------------------- |
| 1  | 7 de outubro de 2009   | Seitokai wo Shikkou Suru (生徒会を執行する)                             | ISBN 978-4-08-874776-7 |
| 2  | 9 de dezembro de 2009  | Wakette Moraou Nante Omotte Nai Yo (わかってもらおーなんて思ってないよ) | ISBN 978-4-08-874778-1 |
| 3  | 9 de fevereiro de 2010 | Watashi wa Seitokaichou Dazo (私は生徒会長だぞ)                         | ISBN 978-4-08-874799-6 |
| 4  | 7 de abril de 2010     | Imouto・Imouto・Imouto・Da! (妹・妹・妹だ!)                             | ISBN 978-4-08-870026-7 |
| 5  | 7 de julho de 2010     | Futsuu ni Kakoii (普通に格好いい)                                       | ISBN 978-4-08-870076-2 |
| 6  | 8 de setembro de 2010  | Omae wa Nano Tame ni Umaretekita? (お前は何のために生まれてきた?)       | ISBN 978-4-08-870106-6 |
| 7  | 9 de novembro de 2010  | Kore ga Furasuko Keikaku da (これがフラスコ計画だ)                      | ISBN 978-4-08-870129-5 |
| 8  | 31 de dezembro de 2010 | Suki Daze (好きだぜ)                                                    | ISBN 978-4-08-870166-0 |
| 9  | 9 de março de 2011     | Kurokami Kujira to Iu Ane wa (黒神くじらという姉は)                     | ISBN 978-4-08-870194-3 |
| 10 | 7 de maio de 2011      | Hajimemashite (初めまして)                                              | ISBN 978-4-08-870224-7 |
| 11 | 9 de agosto de 2011    | Ima mo Mukashi mo Sonna Kimi ga (今も昔もそんな君が)                    | ISBN 978-4-08-870274-2 |
| 12 | 9 de outubro de 2011   | Daiichi Kaimon wa Nan'ido B (第一関門は難易度 B)                        | ISBN 978-4-08-870296-4 |
| 13 | 7 de dezembro de 2011  | Medakaimon (めだ関門)                                                   | ISBN 978-4-08-870319-0 |
| 14 | 7 de março de 2012     | Zenkichi-kun to Tatakau Mae ni (善吉くんと戦う前に)                     | ISBN 978-4-08-870374-9 |
| 15 | 9 de abril de 2012     | "Kachi" to wa Nanda? (『勝ち』とはなんだ?)                              | ISBN 978-4-08-870421-0 |
| 16 | 9 de julho de 2012     | Ikiru Koto wa Gekiteki da (生きることは劇的だ)                          | ISBN 978-4-08-870467-8 |
| 17 | 9 de setembro de 2012  | Haniwa Gakuen Daihyaku Seitokai Shikkoubu (箱庭学園第百生徒会執行部)    | ISBN 978-4-08-870501-9 |
| 18 | 9 de dezembro de 2012  | Kono Tatakai ga Owattara (この戦いが終わったら)                         | ISBN 978-4-08-870536-1 |
| 19 | 9 de fevereiro de 2013 | Youkoso Shiranui no Sato he (ようこそ不知火の里へ)                      | ISBN 978-4-08-870620-7 |
| 20 | 9 de abril de 2013     | Tsurubami Fukurou (鶴喰梟)                                              | ISBN 978-4-08-870650-4 |
| 21 | 9 de junho de 2013     | Watashi wa Ningen ga Daisuki Desu (私は人間が大好きです)                | ISBN 978-4-08-870685-6 |
| 22 | 9 de setembro de 2013  | Kurokami Medaka Kenzai Nari (黒神めだか健在なり)                        | ISBN 978-4-08-870804-1 |

#### Títulos em novel da série de Medaka Box
- Shousetsu-han Medaka Box (Jou) Kuguhara Messhi no Funuketa Kunrin Mata wa Naginoura Sanagi no Ashige ni Yoru Touhyou (小説版 めだかボックス（上） 久々原滅私の腑抜けた君臨または啝ノ浦さなぎの足蹴による投票) (Jump J Books, 2 de maio de 2012, ISBN 978-4-08-703261-1)
- Shousetsu-han Medaka Box (Ge) Eburi Richigi no Oshitoyaka na Menjuu Mata wa Mukueda Shikii no Haibanrouzeki Manifest (小説版 めだかボックス（下）  朳理知戯のおしとやかな面従または椋枝閾の杯盤狼藉マニフェスト) (Jump J Books, 4 de junho de 2012, ISBN 978-4-08-703264-2)
- Medaka Box Gaiden Good Loser Kumagawa Shousetsu-han (Jou) Suisou ni Ugomeku Nou Darake (めだかボックス外伝 グッドルーザー球磨川 小説版（上）水槽に蠢く脳だらけ) (Jump J Books, 10 de outubro de 2012, ISBN 978-4-08-703278-9)
- Medaka Box Gaiden Good Loser Kumagawa Shousetsu-han (Ge) Suisou Kanri no Zugzwang (めだかボックス外伝 グッドルーザー球磨川 小説版（下）水槽管理のツークツワンク) (Jump J Books, 19 de novembro de 2012, ISBN 978-4-08-703280-2)
- Medaka Box Juvenile Shousetsu-han (めだかボックスジュブナイル 小説版) (Jump J Books, 4 de outubro de 2013, ISBN 978-4-08-703300-7) - Correção e aprimoramento em versão novel do Drama CD "Medaka Box Juvenile (めだかボックスジュブナイル).

### Shounen Shoujo
Publicado na Jump Square desde o janeiro de 2016, com a arte de Akatsuki Akira.
| # | Data de Lançamento    | ISBN                   |
| - | --------------------- | ---------------------- |
| 1 | 3 de junho de 2016    | ISBN 978-4-08-880710-2 |
| 2 | 4 de novembro de 2016 | ISBN 978-4-08-880816-1 |
| 3 | 2 de maio de 2017     | ISBN 978-4-08-881082-9 |

## Adaptações de novels
Nishio Ishin teve várias adaptações das suas novels para mangás, como suas novels são publicadas pela Kodansha, todos os mangás saem em revistas da editora.

### Zerozaki Soushiki no Ningen Shiken
Indo da revista "Pandora" Vol2. side-A para a "Gekkan Afternoon" da Kodansha, na edição de novembro de 2011 ele começou a seriação de todos os seus 5 volumes, até sua conclusão em agosto de 2013. Arte por Shiomiya Iruka.
| # | Data de Lançamento     | ISBN                   |
| - | ---------------------- | ---------------------- |
| 1 | 22 de dezembro de 2011 | ISBN 978-4-06-310795-1 |
| 2 | 23 de maio de 2012     | ISBN 978-4-06-387822-6 |
| 3 | 7 de dezembro de 2012  | ISBN 978-4-06-358418-9 |
| 4 | 23 de abril de 2013    | ISBN 978-4-06-387882-0 |
| 5 | 23 de outubro de 2013  | ISBN 978-4-06-387930-8 |

### Zerozaki Kishishiki no Ningen Knock
Sua seriação começou na Afternoon na edição de outubro de 2014. Arte por Chomo Ran.
| # | Data de Lançamento     | ISBN                   |
| - | ---------------------- | ---------------------- |
| 1 | 23 de janeiro de 2015  | ISBN 978-4-06-388029-8 |
| 2 | 21 de agosto de 2015   | ISBN 978-4-06-388076-2 |
| 3 | 23 de março de 2016    | ISBN 978-4-06-388131-8 |
| 4 | 22 de novembro de 2016 | ISBN 978-4-06-388213-1 |

### Himeiden
Sua seriação começou no Vol.1 da Young Magazine Third. Arte por Mitsutani Osamu.
| # | Data de Lançamento     | ISBN                   |
| - | ---------------------- | ---------------------- |
| 1 | 6 de maio de 2016      | ISBN 978-4-06-382794-1 |
| 2 | 20 de dezembro de 2016 | ISBN 978-4-06-382895-5 |
| 3 | 19 de junho de 2017    | ISBN 978-4-06-382983-9 |
| 4 | 19 de janeiro de 2018  | ISBN 978-4-06-510714-0 |
| 5 | 20 de agosto de 2018   |                        |

### Shoujo Fujuubun
Sua seriação começou na edição 53 de 2015 da Shuukan Young Magazine. Arte por Hattori Mitsuru.
| # | Data de Lançamento   | ISBN                   |
| - | -------------------- | ---------------------- |
| 1 | 6 de maio de 2016    | ISBN 978-4-06-382783-5 |
| 2 | 5 de agosto de 2016  | ISBN 978-4-06-382832-0 |
| 3 | 6 de outubro de 2016 | ISBN 978-4-06-382860-3 |

### Okitegami Kyouko no Bibouroku
Sua seriação começou na edição de setembro de 2015 da Gekkan Shonen Magazine. Arte por Asami You.
| # | Data de Lançamento    | ISBN                   |
| - | --------------------- | ---------------------- |
| 1 | 1 de novembro de 2015 | ISBN 978-4-06-377343-9 |
| 2 | 15 de abril de 2016   | ISBN 978-4-06-377446-7 |
| 3 | 17 de agosto de 2016  | ISBN 978-4-06-393024-5 |
| 4 | 17 de janeiro de 2017 | ISBN 978-4-06-393118-1 |
| 5 | 17 de abril de 2017   | ISBN 978-4-06-393180-8 |

### Bishounen Tanteidan
Sua seriação se iniciou na edição de junho de 2016 da ARIA. Arte por Oda Suzuka. Após a descontinuação da revista, a série foi movida para a Shounen Magazine Eiji, reiniciando sua seriação na edição de outubro de 2018 da mesma.
| # | Data de Lançamento     | ISBN                   |
| - | ---------------------- | ---------------------- |
| 1 | 7 de setembro de 2016  | ISBN 978-4-06-380874-2 |
| 2 | 7 de fevereiro de 2017 | ISBN 978-4-06-380905-3 |
| 3 | 7 de agosto de 2017    | ISBN 978-4-06-380941-1 |
| 4 | 7 de junho de 2018     | ISBN 978-4-06-511826-9 |

### Seishun Kiji Den! 240 Gakuen
Uma série original que abriga personagens de todas as novels de Nishio Ishin em um cenário escolar, feita em comemoração do seu aniversário de 15 anos de escrita. Sua seriação teve início na edição de março de 2017 da Bessatsu Shounen Magazine. Arte por Shiba Mochi.
| # | Data de Lançamento  | ISBN                   |
| - | ------------------- | ---------------------- |
| 1 | 9 de agosto de 2017 | ISBN 978-4-06-510119-3 |
| 2 | 9 de abril de 2018  | ISBN 978-4-06-511199-4 |

### Juuni Taisen
Sua seriação se iniciou em 23 de setembro de 2017, uma semana antes da adaptação à anime da mesma obra original, com sua arte realizada por Akatsuki Akira e publicado online pela Jump+. 
| # | Data de Lançamento    | ISBN                   |
| - | --------------------- | ---------------------- |
| 1 | 2 de novembro de 2017 | ISBN 978-4-08-881270-0 |
| 2 | 4 de janeiro de 2018  | ISBN 978-4-08-881328-8 |
| 3 | 4 de abril de 2018    | ISBN 978-4-08-881371-4 |
| 4 | 4 de julho de 2018    |                        |

### Bakemonogatari
Adaptação da primeira instância da série de Monogatari Series, sendo a primeira em mangá, 12 anos após o lançamento da mesma. Sua seriação se iniciou na edição de 14 de maio da Shuukan Shounen Magazine (15ª edição anual), com arte realizada por Oogure Ito. Uma edição especial premium do tankoubon foi lançada pela Kodansha Characters A.
| # | Data de Lançamento  | ISBN                   |
| - | ------------------- | ---------------------- |
| 1 | 15 de junho de 2018 | ISBN 978-4-06-511617-3 |